# Phil Simms
Phillip Martin Simms (nacido el 3 de noviembre de 1955 en Lebanon, Kentucky) es un ex-quarterback de fútbol americano. Actualmente trabaja como comentarista deportivo de televisión para la cadena CBS. Después de tener una carrera deportiva destacada en Morehead State fue seleccionado por los New York Giants de la National Football League en la primera ronda del Draft de 1979 como la séptima selección global. Simms jugó toda su carrera deportiva profesional con los Giants siendo nombrado como el Jugador Más Valioso del Super Bowl XXI, al llevarlos a una victoria por marcador de 39–20 sobre los Denver Broncos para imponer la mejor marca de ese entonces del mayor porcentaje de pases completos en un partido de playoff, el cual ahora posee Tom Brady, al completar 22 pases de 25 intentados. También fue elegido al Pro Bowl por su rendimiento en las temporadas de 1985 y 1993.
Finalizó su carrera con 33,462 yardas por pase y desde entonces ha seguido una carrera como comentarista deportivo de partidos de la NFL, primero con ESPN, después con NBC y actualmente con CBS. Es el padre de Chris Simms, quien juega como quarterback con los Tennessee Titans y de Matt Simms quien jugó como quarterback con los Louisville Cardinals en la NCAA.

## Estadísticas profesionales
| Año                | Equipo             | PJ  | Att  | Com  | Pct  | Yds   | TD  | Int | Rate |
| ------------------ | ------------------ | --- | ---- | ---- | ---- | ----- | --- | --- | ---- |
| 1979               | New York Giants    | 12  | 265  | 134  | 50.6 | 1743  | 13  | 14  | 66.0 |
| 1980               | New York Giants    | 13  | 402  | 193  | 48.0 | 2321  | 15  | 19  | 58.9 |
| 1981               | New York Giants    | 10  | 316  | 172  | 54.4 | 2031  | 11  | 9   | 74.0 |
| 1983               | New York Giants    | 2   | 13   | 7    | 53.8 | 130   | 0   | 1   | 56.6 |
| 1984               | New York Giants    | 16  | 533  | 286  | 53.7 | 4044  | 22  | 18  | 78.1 |
| 1985               | New York Giants    | 16  | 495  | 275  | 55.6 | 3829  | 22  | 20  | 78.6 |
| 1986               | New York Giants    | 16  | 468  | 259  | 55.3 | 3487  | 21  | 22  | 74.6 |
| 1987               | New York Giants    | 9   | 282  | 163  | 57.8 | 2230  | 17  | 9   | 90.0 |
| 1988               | New York Giants    | 15  | 479  | 253  | 54.9 | 3359  | 21  | 11  | 82.1 |
| 1989               | New York Giants    | 15  | 405  | 228  | 56.3 | 3061  | 14  | 14  | 77.6 |
| 1990               | New York Giants    | 14  | 311  | 184  | 59.2 | 2284  | 15  | 4   | 92.7 |
| 1991               | New York Giants    | 6   | 141  | 82   | 58.3 | 993   | 8   | 4   | 87.0 |
| 1992               | New York Giants    | 4   | 137  | 83   | 60.6 | 812   | 5   | 3   | 83.3 |
| 1993               | New York Giants    | 16  | 400  | 247  | 61.8 | 3038  | 15  | 9   | 88.3 |
| Cantidades totales | Cantidades totales | 164 | 4647 | 2576 | 55.4 | 33462 | 199 | 157 | 78.5 |

Abreviaciones

PJ= Partidos jugados

Att= Intentos de pase

Com= Pases Completos

Pct= Porcentaje de pases completos

Yds= Yardas

TD= Touchdowns

Int= Intercepciones

Rate= Eficiencia de pase